# Emphanes tenellus
Emphanes tenellus é uma espécie de insetos coleópteros pertencente à família Carabidae.
A autoridade científica da espécie é Erichson, tendo sido descrita no ano de 1837.
Trata-se de uma espécie presente no território português.